# Giù a casa dai miei
Giù a casa dai miei (Hindi: Vaah! Life Ho Toh Aisi! - Inglese: Wow! That's what life should be like!) è un film targato Bollywood del 2005 scritto e diretto da Mahesh Manjrekar e prodotto da Sangeetha Ahir. Tra gli interpreti principali figurano Shahid Kapoor e Amrita Rao. È stato distribuito per la prima volta nelle sale indiane dal 23 dicembre 2005 ed è il primo film indiano ad essere prodotto in alta definizione (HD).
In Italia i diritti sono stati acquistati da Rai, che lo ha trasmesso per la prima volta il 23 giugno 2013 alle 14:00 su Rai 1 come pellicola del ciclo Le stelle di Bollywood.

## Colonna sonora
| # | Titolo             | Cantante/i                       |
| - | ------------------ | -------------------------------- |
| 1 | "Chaahenge Tumhe"  | Udit Narayan, Shreya Ghoshal     |
| 2 | "Dil Ke Maare Hai" | Udit Narayan, Alka Yagnik        |
| 3 | "Koi Aap Jaisa"    | Kunal Ganjawala, Madhushree      |
| 4 | "Pyaar Mein Tere"  | Sonu Nigam, Shreya Ghoshal       |
| 5 | "Hanuman Chalisa"  | Shankar Mahadevan, Ajay Gogavale |
| 6 | "Teri Yaad Yaad"   | K.K., Jayesh Gandhi              |